# هيلين كلارك (مؤرخة)
هيلين كلارك (بالإنجليزية: Helen Clark née Banfield)‏ هي مؤرخة بريطانية، ولدت في 8 أغسطس 1952، وتوفيت في 14 أغسطس 2015.